# Abomey
Abomey je grad u Beninu, glavni grad departmana Zou. Povijesna je prijestolnica kraljevstva Dahomej, koje je postojalo od 1600. do 1900. godine. Grad je bio okružen zemljanim zidinama, a kraljevske palače Abomeya (zapravo skupina zemljanih građevina koje je izgradio narod Fon) uvršene su na UNESCO-ovu listu svjetske kulturne baštine. .
Iako danas Abomey nema toliko značenje kao nekad, popularno je turističko odredište i centar malih obrta.
Abomey je zbratimljen s gradom Albi u Francuskoj, čije je povijesno središte također upisano na UNESCO-ov popis mjesta svjetske baštine u Europi.

## Povijest
Zapadnoafričko kraljevstvo Abomey (bivši Dahomej) osnovao je narod Fon 1625. godine i razvilo se u snažno vojno i trgovačko carstvo, jedno od najmoćnijih na zapadnoj obali Afrike. Dvanaest kraljeva Abomeya su vladali jedan iza drugoga od 1695. do 1900. godine. Do kraja 19. stoljeća njihov primarni izvor bogatstva bila je prodaje ratnih zarobljenika kao robova europskim trgovcima roblja za prijevoz preko Atlantika u Novi svijet.
Svaki od dvanaest kraljeva izgradio je raskošno ukrašenu palaču na kraljevskom posjedu u Abomeyu, glavnom gradu, sve unutar istog klipovima ograđenog prostora, u skladu s protorom i materijalima prethodnih palača.
Kako bi se prkosili francuskoj okupaciji 1892. godine, kralj Behanzin je naredio da se grad (uključujući palače) spali. Salle des Bijoux ("Dvorana dragulja"), palača ranijih vladara, je bila jedna od rijetkih građevina koja je preživjela vatru i njezini bareljefi su od posebnog značaja kao povijesni zapis bogate Fon kulture.

## Kraljevske palače Abomeya
Kraljevske palače u Abomey su iznimno svjedočanstvo kulturne tradicije koja je postala ranjiva pod utjecajem vremena. Još uvijek se redovito koriste za tradicionalne rituale i za kraljevske svečanosti. Zgrade palača su važne ne samo zbog prošlosti koje predstavljaju, nego i za tradiciju koju pomažu održati.
Sve se odlikuju zajedničkim odlikama: unutar zajedničkog obzida svaka palača ima svoje zidine s tri dvorišta. Vanjsko dvorište je mjesto obreda i ceremonija vojne parade, dok se iz unutrašnjeg dvorišta i privatnog dvorišta može pristupiti odvojenim rezidencijama kralja (palača) i kraljice (Akaba palača).
Tijekom stoljeća, kompleksa palača se ispunio stanovima, zgradama, freskama, skulpturama, te nizom zamršenih bareljefa. Za društvo bez pisanih dokumenata, bareljefi, koji su se koristili kao ukras na palačama, služe kao jedinstveni zapisi prošlosti. Oni predstavljaju najznačajnije događaje u razvoju naroda Fon i njihova carstva, slaveći vojne pobjede i moć svakog kralja, te dokumentiranjem mitova Fon ljudi, te njihovih običaja i rituala. Zidovi pokazuju kako se vojna moć Abomey kraljevstva djelomično temeljila na ratnicama koje su u potpunosti bile ravne svojim muškim kolegama u žestini i hrabrosti. Oni također prikazuju mitske životinje koje simboliziraju karakteristike kraljeva i njihovu moć kao vladara.
- "Važni vračevi" (1908.)
- Ples Fon poglavica 1908. god.
- Djevojka s čarobnom skulpturom stolice (1908.)
- Kraljevska palača

## Stanovništvo
Prema popisu iz 2002. godine, Abomey je imao 59.672 stanovnika., ali se u posljednje vrijeme broj stanovnika procjenjuje na skoro 90.000.
| Godina           | Populacija |
| ---------------- | ---------- |
| 1860-ih          | 24 000     |
| 1979.            | 38 412     |
| 1992.            | 65 725     |
| 2002.            | 77 997     |
| 2008. (procjena) | 87 344     |

## Vanjske poveznice
- Povijesni muzej u Abomeyu  Arhivirana inačica izvorne stranice od 12. lipnja 2012. (Wayback Machine) (engl.)(fr.)(tal.)